# Жук Ольга Яківна
О́льга Я́ківна Жу́к (нар.7 лютого 1939, с. Васютинці, Чорнобаївський район, Черкаська область) — українська науковиця в галузях селекції, насінництва овочевих культур і педагогіки. Доктор сільськогосподарських наук (з 1996 року).

## Біографія
У 1956 році закінчила Васютинську середню школу.
Працювала робітницею у 1956—1959 роках. У 1964 році закінчила плодоовочевий факультет Уманського сільськогосподарського інституту. Тут же у 1966—1969 роках навчалася в аспірантурі. У 1972 році захистила дисертацію на здобуття наукового ступеня кандидата сільськогосподарських наук.
З 1974 року почала працювати старшою науковою співробітницею відділу селекції та насінництва овочевих культур Київської овочево-картопляної дослідної станції. У 1996 році захистила дисертацію на здобуття наукового ступеня доктора сільськогосподарських наук.
З 1997 року і донині професор кафедри овочівництва Національного університету біоресурсів і природокористування України.
Під її керівництвом підготовлено і захищено 5 кандидатських дисертацій. Опублікувала понад 200 наукових праць.
Одружена. Чоловік Жук Віталій Юхимович і син Жук Андрій Віталійович — кандидати сільськогосподарських наук, фахівці у галузі насінництва овочевих культур.

## Досягнення у селекції капусти
Створила 10 сортів капусти білоголової і 2 листкової декоративної[джерело?].
Капуста білоголова: середньостиглий сорт — Росава; середньопізні сорти — Граціела, Жозефіна, Єленівська, Столична і Тетянка; пізньостиглі лежкі сорти — Василина і Ольга; пізньостиглі сорти для тривалого зберігання — Віоланта і Княгиня.
Капуста листкова (кейл) декоративна — Красуня і Чарівниця.